# 九龍巴士260B線
九龍巴士260B線是香港一條單向由屯門市中心開往尖沙咀的巴士路線，由九龍巴士營運，只於平日上午繁忙時間提供服務。

## 歷史
- 1991年10月28日：本線投入服務，初時由屯門市中心單程開往尖沙咀碼頭。
- 2001年10月22日：路線縮短至尖沙咀彌敦道近中間道。
- 2009年10月5日：本線改以荔枝角大橋直入荔枝角道上西九龍走廊，不再停靠美孚站[1]。
- 2012年2月6日：開出時間改為07:20、07:32、07:44及07:55[2]。
- 2013年9月28日：取消星期六服務。
- 2014年10月6日至2015年5月29日：港鐵與九巴合作推出試行計劃，西鐵綫全月通加強版乘客可毋須額外付費乘搭本線[3]
- 2015年6月27日：增設到站時間預報。[4]

## 服務時間及班次
屯門市中心開
- 星期一至五：07:20、07:32、07:44、07:55

星期六、日及公眾假期不設服務

## 收費
全程：$15.5
- 鴉蘭街往尖沙咀：$5.8

| - 本線設有12歲以下小童及65歲或以上長者半價優惠。 - 65歲或以上香港居民使用「樂悠咭」，以及12歲以下合資格殘疾兒童使用「殘疾人士身份」個人八達通繳付車資，均可享有每程$2.0或半價（以較低者為準）的票價優惠；12至64歲合資格殘疾人士使用「殘疾人士身份」個人八達通（包括「樂悠咭」），以及60至64歲香港居民使用「樂悠咭」繳付車資，均可享有每程$2.0或全費（以較低者為準）的票價優惠。 - 65歲或以上長者如使用長者或一般個人八達通繳付車資，則只可享有半價優惠；12至64歲合資格殘疾人士如不使用「殘疾人士身份」個人八達通，以及60至64歲人士如不使用「樂悠咭」繳付車資，必須繳付全費。 - 乘客可以現金或八達通於上車時付款，不設找續。 - 每位成人乘客可免費攜帶最多兩名4歲以下而不佔座位的兒童乘客乘車，超額之4歲以下小童必須繳付小童車費乘車。 - 持有「九巴月票」之乘客在車票有效期內，每日可享最多10程任何九龍巴士及龍運巴士路線（包括本路線，以及聯營路線的九龍巴士／龍運巴士提供的班次；惟乘搭機場「A」及「NA」線則可享原價二七折優惠（不會計算每天10次合資格車程））；而B1線則每日可享最多各2程（不會計算每天10次合資格車程）。 - 九龍巴士、城巴、龍運巴士及陽光巴士全職員工及家屬（不包括外判職員）可免費乘搭本路線，惟必須拍職員或職員家屬八達通。 - 乘客亦可透過多元化電子支付系統（e度嘟）繳付車資，包括使用非接觸式VISA卡、JCB卡、萬事達卡、銀聯卡、美國運通、大來國際、Discover Card、Apple Pay、Google Pay、Samsung Pay、AlipayHK「易乘碼」、支付寶、WeChatHK／微信支付「搭車碼」、銀聯雲閃付「乘車碼」及BOC Pay「乘車碼」。乘客使用此付款方式，使用此支付方式的乘客可享有中途下車之分段收費，以及與其他九巴／龍運獨營路線或聯營線九巴／龍運班次之轉乘優惠，惟不適用於與非九巴／龍運路線之轉乘優惠，亦不能享有「公共交通費用補貼計劃」及「長者及合資格殘疾人士公共交通票價優惠計劃」。 |

## 用車
本線由60X線抽調車輛行走。

## 行車路線
經：屯門鄉事會路、海珠路、海皇路、皇珠路、屯門公路、荃灣路、葵涌道、荔枝角道、西九龍走廊、太子道西、荔枝角道及彌敦道。

### 沿線車站

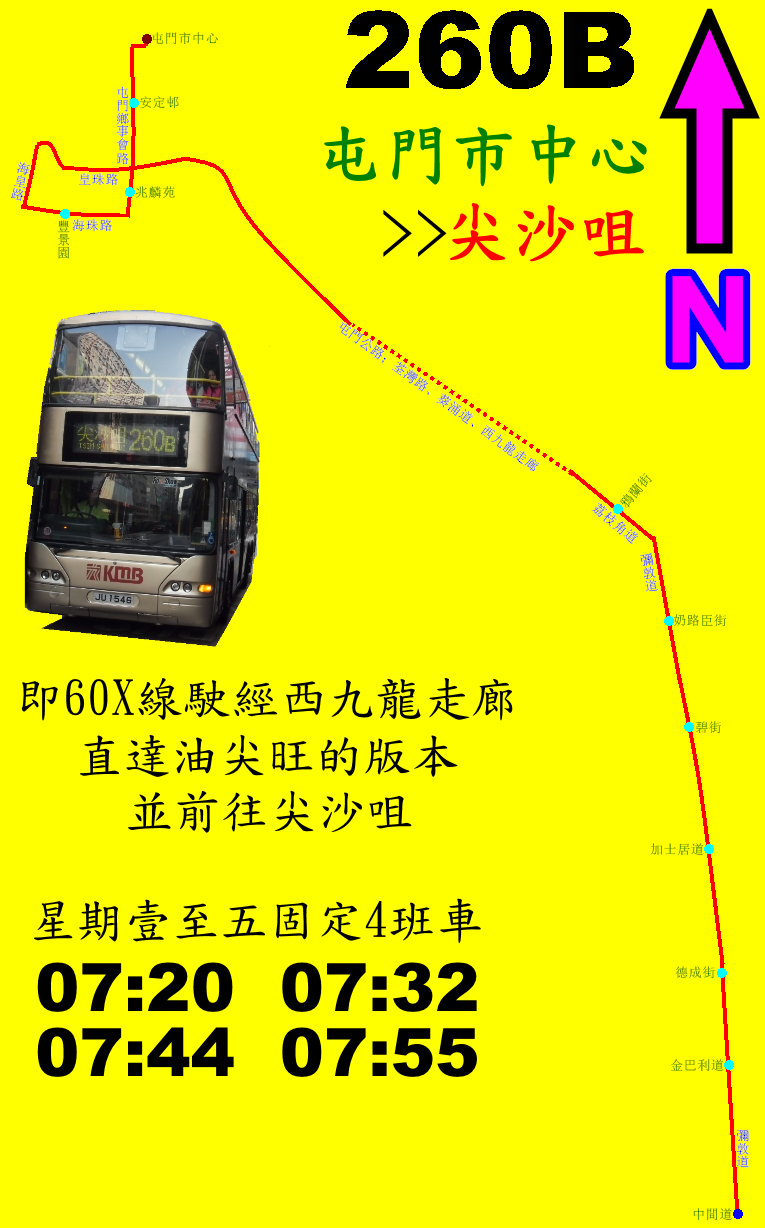
此線的走線圖

| 1                                    | 屯門市中心巴士總站 | 屯門市中心公共運輸交匯處 |
| 2                                    | 安定邨             | 屯門鄉事會路             |
| 3                                    | 兆麟苑             | 屯門鄉事會路             |
| 4                                    | 豐景園             | 海珠路                   |
| 屯門公路；荃灣路、葵涌道、西九龍走廊 |                    |                          |
| 5                                    | 鴉蘭街             | 荔枝角道                 |
| 6                                    | 奶路臣街（S14）    | 彌敦道                   |
| 7                                    | 碧街（S27）        | 彌敦道                   |
| 8                                    | 加士居道（S39）    | 彌敦道                   |
| 9                                    | 德成街（S45）      | 彌敦道                   |
| 10                                   | 金巴利道（S49）    | 彌敦道                   |
| 11                                   | 中間道（S55）      | 彌敦道                   |

## 外部連結
九巴
- 九龍巴士260B線 （页面存档备份，存于）

其他
- 九龍巴士260B線—i-busnet.com （页面存档备份，存于）
- 九龍巴士260B線—681巴士總站 （页面存档备份，存于）